# Пастух Богдан Васильович
Богда́н Васи́льович Пасту́х (17 вересня 1924, с. Купчинці, нині Тернопільська область — 26 листопада 2008, смт Врубівський, Луганська область) — український літературознавець, художник, педагог, громадський діяч. Учасник Другої світової війни. Дід Тараса Пастуха.

## Життєпис
Богдан Пастух народився 17 вересня 1924 року в селі Купчинцях, нині Купчинецької громади Тернопільського району Тернопільської области України.
Закінчив історико-філологічний факультет Кременецького учительського інституту (нині Тернопільський національний педагогічний університет імені Володимира Гнатюка), філологічний факультет Ворошиловградського педагогічного інституту (1952, нині Луганський національний університет імені Тараса Шевченка). Протягом 40 років працював учителем української мови та літератури середньої школи смт Врубівського.

### Громадська діяльність
У 1993—2008 — перший та почесний голова Луганського обласного об'єднання товариства «Просвіта»; голова Луганського обласного товариства ім. Івана Огієнка.
1998 року ініціював заснування Народного меморіально-літературного музею і спорудження пам'ятника Борисові Грінченку в с. Олексіївці Перевальського району (нині частина смт Михайлівка Алчевського району). Також ініціював створення музею Павла Думки в рідному селі.

## Доробок
Автор публікацій, які стосуються мови, культури та літературознавства. Створив понад 100 книжкових знаків Тараса Шевченка, Пантелеймона Куліша, Івана Франка, Богдана Лепкого, Володимира Сосюри; екслібриси для бібліотек Іванни Блажкевич, Бориса Демківа та Максима Рильського.
Книги:
- «Поет ніжності, тривоги і болю: [про Володимира Сосюру]» (1998),
- «Борис Грінченко — безкомпромісний лицар національної ідеї» (1999),
- «Трохим Зіньківський — син України — „кришталь кривавої сльози“» (2001).

## Нагороди
- премія імені Бориса Грінченка (2003);
- премія Всеукраїнського культурно-наукового фонду Тараса Шевченка «В своїй хаті своя й правда, і сила, і воля» (2008).